# Simon Kuipers
Simon Petrus Kuipers (Haarlem, 9 de agosto de 1982) es un deportista neerlandés que compitió en patinaje de velocidad sobre hielo. 
Participó en dos Juegos Olímpicos de Invierno, obteniendo una medalla de bronce en Vancouver 2010, en la prueba de persecución por equipos (junto con Jan Blokhuijsen, Sven Kramer y Mark Tuitert), y el cuarto lugar en Turín 2006, en los 1500 m. Ganó una medalla de bronce en el Campeonato Mundial de Patinaje de Velocidad sobre Hielo en Distancia Corta de 2009.

## Palmarés internacional
| Juegos Olímpicos                      | Juegos Olímpicos   | Juegos Olímpicos  | Juegos Olímpicos        |
| Año                                   | Lugar              | Medalla           | Prueba                  |
| ------------------------------------- | ------------------ | ----------------- | ----------------------- |
| 2010                                  | Vancouver (Canadá) | Medalla de bronce | Persecución por equipos |
| Campeonato Mundial en Distancia Corta |                    |                   |                         |
| Año                                   | Lugar              | Medalla           | Prueba                  |
| 2009                                  | Moscú (Rusia)      | Medalla de bronce | Clasificación general   |